# Ретно Марсуді
Пані Ретно Лестарі Пріансарі Марсуді (індонез. Retno Lestari Priansari Marsudi; 27 листопада 1962, Семаранг) — індонезійська дипломатка, міністр закордонних справ Індонезії (з 2014).

## Життєпис
Народилася 27 листопада 1962 року у місті Семаранг. У 1985 році закінчила Університет Гаджа Мада в місті Джок'якарта. Навчалася у Гаазькому університеті прикладних наук за спеціальністю «право Європейського союзу».
З 1990-х років працює у міністерстві закордонних справ Індонезії. З 1997 до 2001 року Марсуді служила секретарем з економіки в посольстві Індонезії в Гаазі. У 2001 році була призначена директором департаменту Європи та Америки МЗС, з 2003 року — директором департаменту Західної Європи МЗС Індонезії. У 2005 році була призначена послом Індонезії в Норвегії та Ісландії. Паралельно з дипломатичною роботою Марсуді займалася дослідницькою діяльністю в галузі прав людини в Університеті Осло.
У 2008 році після повернення з Осло короткий час знову обіймала посаду директора департаменту Європи та Америки МЗС Індонезії. У 2012 році вона стала послом Індонезії у Нідерландах. 27 жовтня 2014 року президент Джоко Відодо призначив її міністром закордонних справ Індонезії у своєму кабінеті. Ретно Марсуді брала участь в різних раундах двосторонніх переговорів і консультацій між Індонезією та її партнерами, включаючи Європейський Союз, а також на міжрегіональних зустрічах, таких як Азіатсько-Європейська зустріч (ASEM) і Форум співробітництва Східної Азії та Латинської Америки (FEALAC). 
Залишилася на посаді міністра закордонних справ Індонезії в призначеному 22 жовтня 2019 року другому уряді Джоко Відодо. У 2022 році підписала разом з Міністром закордонних справ України Дмитром Кулебою Угоду між Кабінетом Міністрів України та Урядом Республіки Індонезія про скасування візових вимог для короткострокового перебування..

## Нагороди та відзнаки
- Кавалер Великого хреста ордена «Сонце Перу» (Перу, 2018).
- Кавалер Ордену «За заслуги» (Норвегія, 2011)